# Oenothera rosea
Oenothera rosea  es una especie de planta herbácea bienal, perteneciente a la familia Onagraceae. Se distribuye en Estados Unidos, España,México, Costa Rica, Guatemala, Bolivia, Ecuador, Perú, Argentina y Uruguay.

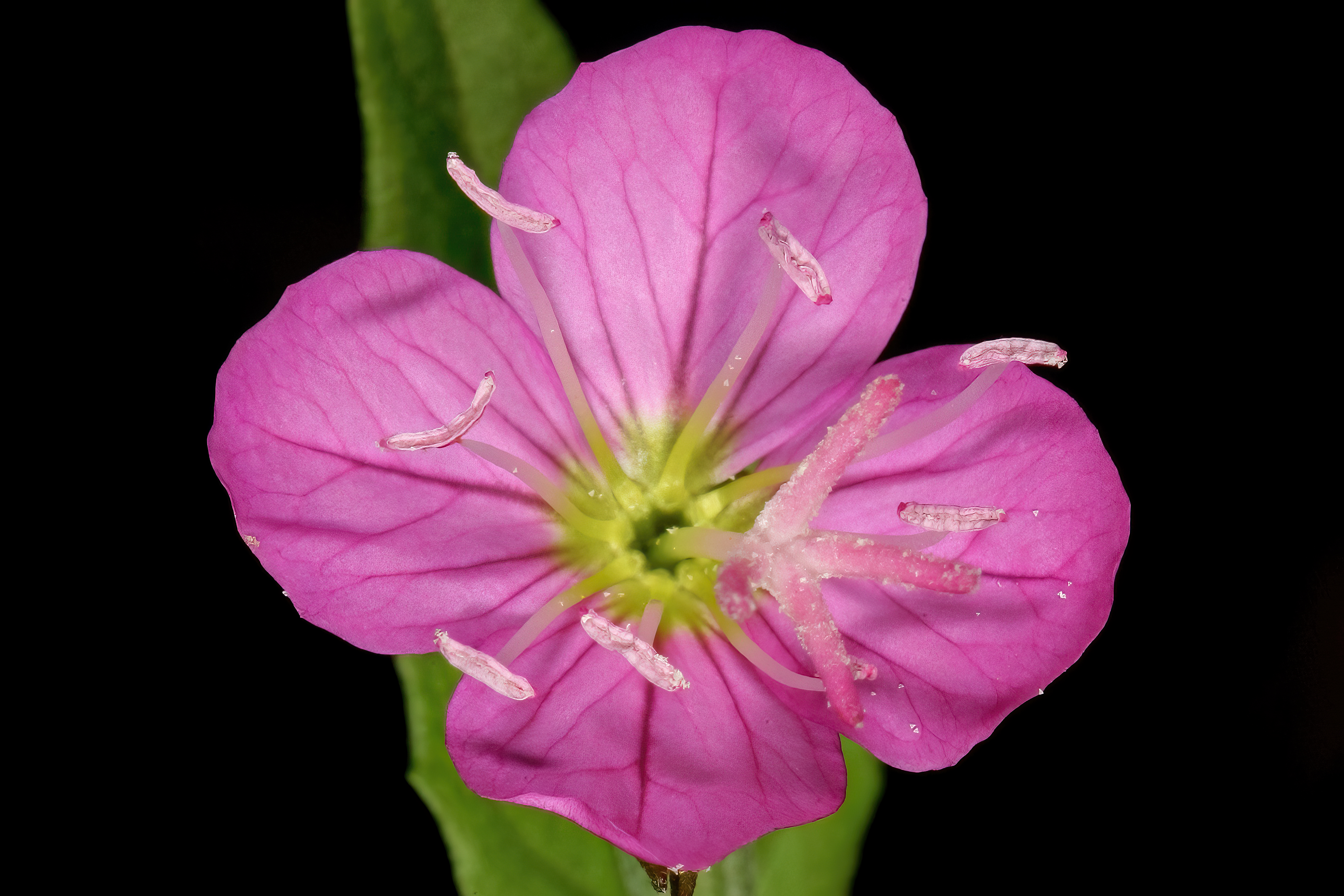
Detalle de la flor

## Descripción
Es una hierba que mide entre 15 y 45 cm de altura. Tiene las hojas en forma de lanza con la parte media ancha, de borde entero o poco ondulado y con nervadura muy marcada. Sus flores son solitarias y de pétalos anchos que las hacen verse casi cuadradas, de color rosa o violeta.

## Distribución y hábitat
Es originaria de México a Colombia y está presente en climas cálido, semicálido, semiseco y templado, entre los 200 y los 1100 m s. n. m. y los 1865 y hasta los 3900 m s. n. m. Crece a orilla de caminos, en ocasiones cultivada en huertos familiares, se establece en bosques tropicales caducifolios, subcaducifolio y perennifolios, matorral xerófilo, espinoso y con mayor frecuencia en bosque mesófilo de montaña, bosques de encino, de pino, mixto de encino-pino y de junípero.

## Taxonomía
Oenothera rosea fue descrita por Charles Louis L'Héritier de Brutelle ex Aiton y publicado en Hortus Kewensis; or, a catalogue . . . 2: 3. 1789.
Sinonimia
- Hartmannia affinis Spach
- Hartmannia gauroides Spach
- Hartamnnia rosea L'Hér. ex Aiton G.Don
- Hartmannia virgata (Ruiz & Pav.) Spach
- Oenothera psychrophila
- Oenothera purpurea Lam.
- Oenothera rubra Cav.
- Oenothera virgata Ruiz & Pav.
- Xylopleurum roseum (L'Hér. ex Aiton) Raim.[2]

## Importancia económica y cultural

### Usos en la medicina tradicional
El uso principal en la medicina popular de esta planta abarca diversos padecimientos o lesiones que se manifiestan en la piel. Así como su nombre más popular lo indica (chupasangre), en numerosos estados del país se emplea en el tratamiento de cualquier tipo de golpes, ya sean en el estómago o en alguna otra parte del cuerpo. Suele utilizarse la infusión o el cocimiento de toda la planta, por vía oral o local, ya sea en forma de emplastos o cataplasmas, fomentos o lavados. En Michoacán, hierven la parte aérea y con el cocimiento se ponen lienzos sobre la parte dañada y también hacen un macerado para aplicar cataplasmas. En Pantepec y Mecapalapa, Puebla, además de usarla en forma externa, ingieren el té, tres veces al día. En Texcoco, Estado de México, hacen la infusión mezclando esta especie con otras plantas como la borraja (Borago officinalis) y los cabellos de elote (Zea mays), y se toma cuando hay dolor.
Asimismo, es frecuente su uso como desinfectante y cicatrizante de cualquier tipo de afecciones aparentes en la piel, como lesiones infectadas, llagas, comezón, erisipela y sarna. En estos casos se utiliza el cocimiento o la infusión, de manera local como cataplasmas, emplastos o en lavados y en ocasiones lo ingieren o lo emplean en ambas formas. En Chiapas para los granos, machacan las hojas y las colocan en la parte afectada; mientras que la infusión de la planta completa se utiliza en lavados, cataplasmas y emplastos, tres veces al día. En Zapotitlán de Méndez, Puebla, para tumores y postemas, se preparan en cocimiento las hojas junto con la hierba del cáncer (s/d), el cual se bebe como agua de tiempo. En Santiago Comaltepec, Oaxaca, para heridas y raspaduras, beben el té de las ramas al que se le agrega aguardiente o lo aplican como cataplasma caliente con sal y sulfa.

## Nombres comunes
Minerva, cruz de Malta, amapola de campo, rosilla, árnica, cáncer lisa, clamería, hierba cólica, hierba del orín, hierba del golpe, manuelita, platillo, sinvergüenza, tapacola, tarapeni, yerba cólico, yerba del golpe, zapotillo, zapotito, chupasangre.